# ZooMS
La zooarqueología por espectrometría de masas, comúnmente denominada con la abreviatura ZooMS (por sus siglas en inglés Zooarchaeology by mass spectrometry), es un método científico que identifica especies animales mediante secuencias peptídicas características en la proteína colágeno. ZooMS es la aplicación arqueológica más común de huellas peptídicas (PMF) y puede usarse para la identificación de especies a las que pertenecen huesos, dientes, piel y astas. Se utiliza comúnmente para identificar objetos que no pueden identificarse morfológicamente por estar demasiado fragmentados o por haber sido modificados. Los arqueólogos utilizan la identificación de estas especies para estudiar, entre otras cosas, los entornos pasados, la dieta y la selección de materias primas para la producción de herramientas.

## Historia
El procedimiento de ZooMS fue publicado por primera vez en 2009por un equipo de investigadores de la Universidad de York, pero el término fue acuñado más tarde en una publicación de 2010.El objetivo original de ZooMS fue distinguir entre ovejas y cabras, ya que los huesos de estas dos especies, al estar estrechamente relacionadas, son difíciles de distinguir, especialmente cuando están fragmentados. Sin embargo, la diferencia entre estos dos animales domesticados es muy importante para la comprensión de las prácticas ganaderas del pasado.
Tras la publicación inicial de ZooMS, la mayor parte del desarrollo del método se ha centrado en la extracción de colágeno del material arqueológico. En el protocolo original se utilizaba ácido para disolver la matriz mineral del hueso y así liberar el colágeno. En 2011 se publicó un método de extracción alternativo que utilizaba un tampón de bicarbonato de amonio para solubilizar el colágeno sin disolver la matriz mineral, siendo mucho menos agresivo con el material muestreado y produciendo una menor modificación del mismo. A diferencia del protocolo ácido, el protocolo de bicarbonato de amonio no modifica ni el tamaño ni la masa de la muestra, lo que lo convierte en un método mucho menos destructivo que el original. Sin embargo, aunque el protocolo de bicarbonato de amonio se propuso como un protocolo no destructivo para ZooMS, sumergir una muestra en bicarbonato de amonio altera químicamente el material arqueológico, razón por la cual en la práctica todavía se toman muestras destructivas para este protocolo.

### Protocolos de muestreo no destructivos.
Aunque el protocolo del bicarbonato de amonio no debe considerarse un método no destructivo, de forma posterior se desarrollaron otros métodos menos destructivos. El primero de ellos fue el protocolo de la goma de borrar, que fue probado primero en pergaminos, y posteriormente se aplicó también al hueso. 
La técnica de la goma de borrar se realiza frotando una goma de PVC sobre la muestra. La fricción genera fuerzas triboeléctricas, lo que hace que pequeñas partículas procedentes de la muestra se adhieran a la goma de borrar, pudiendo posteriormente extraer y analizar el colágeno residual. Se descubrió que el protocolo de la goma de borrar funciona relativamente bien con el pergamino, pero es menos efectivo con el hueso. Además, deja rastros microscópicos en la superficie del hueso muy similares a los rastros de desgaste, y por lo tanto, podrían ser un problema para el análisis de desgaste de material arqueológico. 
Un segundo protocolo no destructivo es el protocolo de bolsas de plástico, publicado por primera vez en 2019.  Se basa en la teoría de que la fricción generada entre una muestra y una bolsa de plástico, comúnmente utilizadas para almacenar objetos arqueológicos, es suficiente para extraer el material necesario para realizar un análisis de ZooMS.
Existe un tercer protocolo que utiliza el mismo principio triboeléctrico. Sin embargo, en lugar de utilizar un goma de borrar, emplea una fina película de pulido para eliminar cantidades muy pequeñas de material de una muestra. 
El último protocolo no destructivo que se ha publicado de ZooMS es el protocolo de caja de membrana. Este protocolo se basa en la electrificación por contacto, que es la generación de fuerzas electrostáticas debido a pequeñas diferencias de carga entre dos objetos. Estas fuerzas electrostáticas pueden ser lo suficientemente elevadas como para permitir la transferencia de material entre dos superficies. 

### Biomarcadores de referencia
Además del muestreo no destructivo, una segunda área de desarrollo ha sido la expansión de los biomarcadores de referencia. 
Para identificar una especie utilizando ZooMS, se utiliza un conjunto de biomarcadores de diagnóstico. Estos biomarcadores corresponden a fragmentos particulares de la proteína colágeno de cada especie. El conjunto de biomarcadores conocidos en el momento de la publicación original de ZooMS era muy reducido, pero publicaciones recientes han ido ampliando esta lista. La Universidad de York mantiene una lista actualizada de biomarcadores publicados y se puede consultar aquí .

## Principio del método

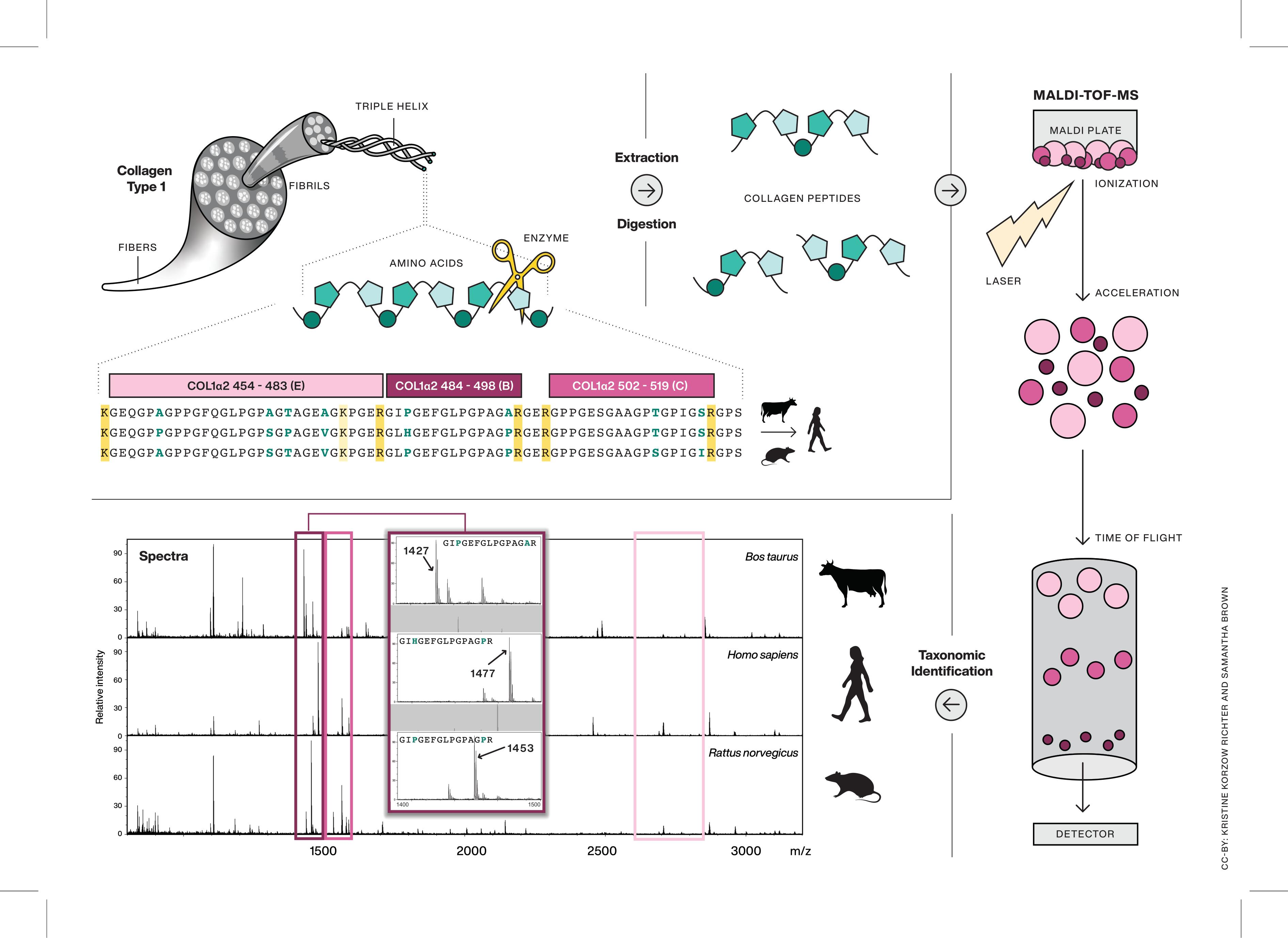
Descripción esquemática de un flujo de trabajo típico de ZooMS

ZooMS identifica especies basándose en diferencias en la composición de aminoácidos de la proteína de colágeno. La secuencia de aminoácidos de la proteína de colágeno de una especie está determinada por su ADN y, como resultado, al igual que el ADN, la secuencia de aminoácidos refleja la historia evolutiva de una especie. De esta forma, cuanto mayor sea la distancia evolutiva entre dos especies, más diferentes serán sus proteínas de colágeno. 
Normalmente, mediante ZooMS se puede identificar una muestra hasta el nivel de género, aunque en algunos casos la identificación puede ser más o menos específica. Se puede utilizar una buena comprensión del contexto arqueológico de la muestra para refinar aún más la resolución de la identificación de la especie.

### Ejemplo de protocolo
Un protocolo ZooMS normalmente consta de una extracción, desnaturalización, digestión y filtración para aislar el colágeno, seguido de un análisis de espectrometría de masas. Mediante los métodos de extracción anteriormente citados, se extrae la proteína conservada en la muestra y luego se pone en disolución, generalmente un tampón de bicarbonato de amonio. Posteriormente se realiza una desnaturalización calentando la muestra a unos 65 °C para eliminar la configuración tridimensional de las proteínas y hacerlas más sensibles a la digestión enzimática. Luego se agrega tripsina a la disolución, que escinde la proteína después de cada aminoácido de arginina o lisina en su secuencia. Esto da como resultado fragmentos peptídicos de masas predecibles. 
Después de la digestión, la muestra se filtra con filtros C18 para eliminar el material no proteico, quedando la muestra lista para el análisis espectrométrico de masas. En ZooMS, generalmente, se realiza mediante MALDI-TOF.
Tras realizar la espectrometría de masas, se genera una huella peptídica (PMF) con los fragmentos peptídicos generados. Como cada especie cuenta con su propia huella, mediante comparación se podrá determinar a qué género o especie pertenece la muestra analizada.